# Martin Lawrence, a dumagép
A Martin Lawrence, a dumagép (eredeti cím: Martin Lawrence Live: Runteldat) 2002-es amerikai stand-up comedy film Martin Lawrence főszereplésével és David Raynr rendezésével, aki a Kerül, amibe kerül című filmet is rendezte. Lawrence a film produceri és írói munkáját is jegyzi. Ez Lawrence második stand up comedy filmje az 1994-ben bemutatott Dumagép után.
A washingtoni DAR Constitution Hallban forgatott filmet 2002 augusztusában mutatták be, és közel 20 millió dolláros bevételt hozott a kasszáknál, ami majdnem hétszerese a 3 millió dolláros gyártási költségvetésének.
Személyes és jogi problémák miatt tartott szünet után Lawrence visszatér a színpadra, és komikus monológokat ad elő a küzdelmei során kapott éles kritikákról és a hírességként való életéről szóló személyes gondolatokról. A filmet élőben rögzítették szülővárosában, Washingtonban.

## Fordítás
- Ez a szócikk részben vagy egészben  a   Martin Lawrence Live: Runteldat című angol Wikipédia-szócikk fordításán alapul.  Az eredeti cikk szerkesztőit annak laptörténete sorolja fel. Ez a jelzés csupán a megfogalmazás eredetét és a szerzői jogokat jelzi, nem szolgál a cikkben szereplő információk forrásmegjelöléseként.